# Mala Rodríguez
María Rodríguez Garrido, (Jerez de la Frontera, 13 de febrero de 1979) cuyo nombre artístico es Mala Rodríguez, es una rapera española. Cuenta con más de 200.000 copias certificadas, convirtiéndose así en una de las artistas en España del género rap con más ventas en la historia. 
Es conocida por su peculiar estilo aflamencado, que lleva muy presente por su origen romaní andaluz. Ha colaborado con artistas como Raimundo Amador, Estrella Morente, Canserbero, entre otros. Fue colocada en el puesto número siete en la lista de los «50 grandes raperos en la historia del rap en español», publicada por la revista estadounidense Rolling Stone.

## Biografía
Nació en Jerez de la Frontera el 13 de febrero de 1979. Su familia se trasladó a Sevilla cuando ella tenía dos años, y creció en el barrio de La Macarena. Trabajó de camarera, profesora de aeróbic y operaria de limpieza. Su afición al fútbol la llevó a conocer un grupo de gente de otro barrio, el Polígono de San Pablo, con el que empezó a rapear. Creó un dúo con DJ El Cuervo (del colectivo QMJ), con el que publicó una maqueta de cinco temas y dio algún concierto.
A los 19 años se trasladó a Madrid y comenzó su relación con el sello Zona Bruta, con el que proyectó su primer trabajo, el maxisingle «A jierro», que produjo Sr. T. Cee. En un principio la grabación iba a ser destinada a Zeroporciento, pero la artista rompió relaciones con el sello sevillano y llegó a un acuerdo con la compañía Zona Bruta. Esto provocó la existencia de un mismo disco en dos ediciones y con dos portadas distintas. Finalmente, tras desavenencias con Zona Bruta la edición de esta compañía tampoco llegó a las tiendas. Tras salir de este sello, su segundo maxi Yo marco el minuto/Tambalea (1999), con producciones de Dive Dibosso, apareció en la discográfica Superego.
Su primer disco de larga duración, Lujo ibérico (2000), lo lanzaron conjuntamente Superego y la multinacional Universal. Vendió más de 50 000 copias, lo que dio a la cantante su primer disco de oro.
Su segundo álbum, Alevosía (2003), mantuvo como productor ejecutivo a Sergio Aguilar Pereira, director de Superego. El disco se mezcló en Nueva York e incluía el tema «La niña», cuyo vídeo fue censurado en algunas cadenas de televisión, y que cuenta la historia de una menor traficante de drogas. Con este trabajo consigue nuevamente un disco de oro.
Durante estos años colaboró en bandas sonoras de películas como Lucía y el sexo, de Julio Médem; Yo puta, de María Lidón; o Yo soy la Juani, de Bigas Luna.
En 2006 editó el maxi «Por la noche», que contenía cuatro versiones de la misma canción, una de ellas instrumental, producidas por Supernafamacho. La primera versión, que cantó Mala Rodríguez en solitario, apareció en la banda sonora de la película Yo soy la Juani. En la segunda colaboraron Capaz, de Hablando en plata; así como Toteking y Juaninacka, que no habían grabado juntos desde que coincidieron en el grupo La Alta Escuela. En la tercera versión colaboraron Meko y Arianna Puello. De este maxi, que alcanzó el número uno en ventas en la categoría de singles, salió el segundo videoclip de Mala Rodríguez.
En 2007 salieron a la luz su disco Malamarismo, con colaboraciones de Julieta Venegas, Tego Calderón y Raimundo Amador; y su colaboración con el dúo puertorriqueño Calle 13 en el tema «Mala suerte con el 13». Además, ese año terminó de rodar Tú eliges, de Antonia San Juan, en la que interpreta uno de los papeles protagonistas. La película, rodada en Madrid, se presentó en el Festival de Cine de Málaga de 2009.
El 18 de mayo de 2010 lanzó su cuarto disco de estudio, Dirty Bailarina. Su productor, el rapero estadounidense Focus, había trabajado con Christina Aguilera, Eminem o Jennifer López. El primer sencillo fue «No pidas perdón» y debutó en el Top 30 de música rap en España. Las dos nominaciones al Latin Grammy, de las que ganó la de Mejor canción urbana, hicieron de este álbum el más exitoso de la rapera jerezana.
En 2013 publica Bruja, su quinto disco. Se trataba de una colección de canciones con productores distintos, que combinaba tempos medios con ritmos tropicales y que incluía duetos como «Caliente», con Sefyu. De las tres nominaciones a los Premios Grammy Latinos, consiguió llevarse el de Mejor álbum urbano.
En marzo de 2018 colaboró con Juan Magán en «Usted» y consiguieron un doble disco de platino. Ese año estrenó tres singles: el 6 de julio, «Gitanas», adelanto de su nuevo disco; el 13 de septiembre, «Contigo»; y el 21 de diciembre, «Mujer bruja», en colaboración con Lola Índigo. Estas colaboraciones reportaron ventas alrededor de 200 000 copias.
En enero de 2019 estrenó una versión urbana de «Agnus Dei», tema principal de la ficción carcelaria de FOX España Vis a vis, que interpretó junto a Cecilia Krull. En el último episodio de la serie realizó un cameo dando vida a la novia de Saray (Alba Flores) tras su salida de prisión. En septiembre de ese año participó en La resistencia como invitada.

## Discografía
Álbumes de estudio
- Lujo ibérico (2000)  Disco de Oro (67 000 copias vendidas)[7]
- Alevosía (2003)  Disco de Oro (60 000 copias vendidas)[7]
- Malamarismo (2007)
- Dirty Bailarina (2010)
- Bruja (2013)
- MALA (2020)
- UN MUNDO RARO (2024)

Maxi-sencillos
- «Toma la traca» (Zona Bruta, 1999)
- «Yo marco el minuto» (Yo Gano-Superego, 2000)
- «Amor y respeto» (Universal, 2003)
- «Por la noche» (Universal, 2006)

## Colaboraciones
- La Gota que Colma y Nach «No hay rebaja» (1998)
- SFDK «Una de piratas» (1999)
- El Imperio y Arianna Puello «Siempre en vuelo» (1999)
- La Alta Escuela, SFDK, El Tralla y La Gota que Colma «Espectáculo en la cancha» (1999)
- Jota Mayúscula «Tirititi tirititero» (2000)
- Kase-O «En mi ciudad hace caló» (2000)
- Ygryega «Doble o nada» (2000)
- Poison «Poeta de Barrio» (2001)
- Dnoe «Hoy me quiero divertir» (2002)
- La Super K «Comando G» (2002)
- Explosión Suprema «Ruso, Moscú» (2003)
- Jota Mayúscula «Como un títere» (2004)
- R de Rumba «Fabricante» (2004)
- Full Nelson «La carta» (2005)
- Akon «Locked Up» (2005)
- Upsurt «Vtora tsedka» (2005)[8]
- Vico C y D'Mingo «Vámonos po' encima» (2005)
- Kultama «Nacional e importación» (2006)
- Antonio Carmona «Ay de mí» (2006)
- Chacho Brodas «M. Caliente» (2006)
- Calle 13 «Mala suerte con el 13» (2007)
- Bajofondo «El andén» (2007)
- Jota Mayúscula y Hermano L «Juega con el monstruo»
- Mentenguerra «Por la noche» (2007)
- Julieta Venegas, «Eres para mí» (2008)
- A.B. Quintanilla III y Los Kumbia All Starz y Vicentico, «Vuelve» (2008)[9]
- Outlandish «Levanta» (2009)
- Nelly Furtado «Bajo otra luz» (2010)[10]
- Alejandro Sanz, La Oreja de Van Gogh, Enrique Iglesias, Shakira f. Varios Artistas «Ay Haití» (2010)[11]
- Diego Torres «Mirar atrás» (2010)
- Sebastián Yepes «De lo oscuro a lo puro» (2010)
- Capaz «El tiro ese que nos damos» (2010)
- Kinky «Negro día»
- Cabas «La Kalora» (2011)
- Romeo Santos «Magia negra» (2011)
- Esne Beltza «Quien manda (Hemen eta hor)» (2013)
- Iván Nieto «No saben leer» (2013)
- Canserbero «Ella» (2013)
- Rapsusklei «Quién Manda Aqui» (2013)
- Shotta «One Love» (2014)
- SOJA «Like It Used To» (2014)
- Kaydy Cain y Steve Lean «Mátale» (2015)
- El Coleta «Asingarap» (2015)[12]
- Kinder Malo «Alone» (2015)
- El Guincho «Comix» (2016)
- Benjamin Biolay «Mala siempre» (2017)[13]
- Ibeyi «Me voy» (2017)
- Juan Magan «Usted» (2018) 4x Platino (160 000 copias vendidas)
- Beatriz Luengo «Caprichosa» (2018)  Oro (20 000 copias vendidas)
- Ananda, Joker Beats y DaniLeigh «Quero que tu va» (2018)
- Lola Índigo «Mujer bruja» (2018) 2x Platino (80 000 copias vendidas)
- Cecilia Krull «Agnus Dei (Urban version)» (2019)
- Denise Rosenthal «Agua segura» (2019)
- Dellafuente «Tenamoras» (2019)
- Cecilio G «Pena» (2020)
- Nyno Vargas «Toto» (2020)
- Taylor Díaz «Jaguar» (2020)[14]
- Carlos Jean, Dollar Selmouni, Carolina Yuste «Hasta el cielo» (2020)[15]
- Faithless, Nathan Ball «Necesito a alguien (I Need Someone)» (2021)[16]
- Haviah Mighty «Flamenco» (2021)[17]
- Lola Índigo «Nada a nadie» (2021)[18]
- Fuel Fandango «Iballa» (2021)[19]
- Moncho Chavea, Original Elías, Yotuel, C de cama f. Varios Artistas «Rakata Remix» (2021)[20]  Oro (20 000 copias vendidas)[21]
- Rasel, Keen Levy, Daviles de Novelda «La cartita Remix» (2021)  Oro (20 000 copias vendidas)[22]
- Maikel Delacalle - «Fanático» (2021)[23]
- Jeroni de Moragas - «DIVERSIDAD» (2022)[24]
- José Mercé, Tomatito - «Tengo cosas que contarte» (2022)[25]
- Kabasaki - «No vales na» (2022)[26]
- Moncho Chavea - «Plata y plomo» (2022)[27]
- Cecilio G, Myto , Juan Cecilia Ruiz - «Tú me vas a matar» (2023)[28]
- Carlos Jean, Miguel Campello - «Quisiera Volverme Buena» (2023)[29]
- Dyce - «Solito Remix» (2023)[30]
- Kiko El Crazy, Chimbala - «Saco e' Sal» (2023)[31]
- Polimá Westcoast - «No molestar» (2023)[32]
- Soto Asa - «La primera» (2023)[33]
- Omar Montes - «No soy un ángel» (2023)[34]
- Luciano Pereyra - «Estás conmigo» (2023)[35]
- Jon Z, Jadakiss, Boy Wonder CF, Shooter Ledo, Nino Freestyle, Maikel DeLaCalle, Vegedream, Pocah, Jim Jones - «Pa que sude» (2023)[36]
- JC Reyes - «Rompiendo» (2024)[37]
- Yotuel - «Prometo olvidarte» (2024)[38]
- Villano Antillano - «Vicio» (2024)[39]
- Deva - «A solas 2» (2024)[40]
- Original Elías, Samuel G, Oscar El Ruso, Daviles de Novelda - «Ruinera» (2024)[41]
- Luna Ki - «Siamesas» (2025)[42]
- Nonpalidece - «Tu presencia (Remix)» (2025)[43]
- Belinda - «Van Gogh» (2025)[44]
- Bounty Killer f. Yo West, Esco da Shocker - «She Wine» (2025)[45]

## Premios
- 2007 - Premio MTV Latinoamérica a la artista promesa del año
- 2010 - Premio Grammy Latino a la mejor canción urbana por «No pidas perdón»[46]
- 2013 - Premio Grammy Latino al mejor álbum urbano por Bruja[47]
- 2019 - Premio Nacional de las Músicas Actuales[48]